# Kalinówka (województwo zachodniopomorskie)
Kalinówka – osada w Polsce położona w województwie zachodniopomorskim, w powiecie wałeckim, w gminie Mirosławiec.
W latach 1975–1998 miejscowość administracyjnie należała do województwa pilskiego.
Do 2002 roku osada nazywała się Mirosławiec.